# Chemung (New York)
Chemung è una città degli Stati Uniti d'America situata nello stato di New York, nella Contea di Chemung.